# Avesta köping
Denna artikel handlar om den tidigare kommunen Avesta köping. För orten se Avesta, för dagens kommun, se Avesta kommun.
Avesta köping var en tidigare köping i Kopparbergs län.

## Administrativ historik
Avesta köping bildades 1 januari 1907 (enligt beslut den 3 november 1906) genom en ombildning av Avesta landskommun. Det tidigare municipalsamhället Avesta municipalsamhälle, inrättat den 28 juni 1889 i landskommunen, upplöstes i och med köpingbildningen. Köpingen ombildades den 1 april 1919 (enligt beslut den 28 februari 1919) till Avesta stad.
Köpingen tillhörde Avesta församling och ingick i Folkare tingslag.

## Befolkningsutveckling
| Befolkningsutvecklingen i Avesta köping 1910–1915                                                     | Befolkningsutvecklingen i Avesta köping 1910–1915 | Befolkningsutvecklingen i Avesta köping 1910–1915 | Befolkningsutvecklingen i Avesta köping 1910–1915 | Befolkningsutvecklingen i Avesta köping 1910–1915 |
| --- | ------------------------------------------------- | ------------------------------------------------- | ------------------------------------------------- | ------------------------------------------------- |
| |                                                   |                                                   |                                                   |                                                   |
| År |                                                   |                                                   | Invånare                                          |                                                   |
| 1910                                                                                                  | 1910                                              |                                                   | 4 556                                             | 4 556                                             |
| 1915                                                                                                  | 1915                                              |                                                   | 4 909                                             | 4 909                                             |
| Källa: SCB - Statistisk årsbok för Sverige och SCB - Folkmängd inom administrativa områden 1910-1961. |                                                   |                                                   |                                                   |                                                   |